# Hermann Heimpel (Mediziner)
Hermann Heimpel (* 29. September 1930 in Freiburg im Breisgau; † 7. Oktober 2014) war ein deutscher Hämatologe, Onkologe und Hochschullehrer.

## Leben
Heimpel studierte Medizin in Göttingen, Heidelberg, Innsbruck, Freiburg und Chicago.
Er promovierte 1957 mit der Dissertation zum Thema Untersuchungen über die Durchblutungsregulation in der Hundeniere und absolvierte seine internistische Facharztausbildung in Freiburg bei Ludwig Heilmeyer. Nach seiner Habilitation mit einer Arbeit zum Thema Untersuchungen mit Cr51 und DFP32 über den Erythrozytenumsatz bei verschiedenen Blutkrankheiten in Freiburg ging er 1967 nach Ulm.
Dort wurde er 1969 Professor an der Universität Ulm.
1972 gründete Heimpel zusammen mit Wolfgang Schreml den Onkologischen Arbeitskreis am Universitätsklinikum Ulm. Der Onkologische Arbeitskreis diente der Zusammenarbeit von Chirurgie, Strahlentherapie, Pathologie, Innerer Medizin und Grundlagenforschung bei der Diagnostik und Therapie von Krebserkrankungen. Aus diesem Arbeitskreis ging Anfang der 1980er Jahre das Tumorzentrum Ulm hervor. Dieses Tumorzentrum entwickelte sich 2006 zum Comprehensive Cancer Center Ulm (CCCU).
Heimpel war 1981 bis 1991 Prorektor der Universität Ulm.
Von 1969 bis 1996 war er Ärztlicher Direktor für Innere Medizin am Universitätsklinikum Ulm und leitete als Direktor die Abteilung für Hämatologie, Onkologie und Infektionskrankheiten am Zentrum für Innere Medizin.
Von 1970 bis 1982 war er Studiendekan, von 1983 bis 1985 Dekan der Medizinischen Fakultät und Mitglied des Senates der Universität Ulm.

## Familie
Heimpel war das zweitälteste Kind des deutschen Historikers Hermann Heimpel (1901–1988) und der deutschen Pädagogin und Sozialpädagogin Elisabeth Heimpel, geborene Sophie Elisabeth Michel (1902–1972).
Das Ehepaar hatte 5 Kinder:
- Erika (* 1929) verheiratet mit Ulrich Huber (* 1936)
- Hermann (1930–2014)
- Elisabeth, verheiratet mit Hans Erich Troje (1934–2017)
- Christian (* 1937), Autor des Buches Bericht über einen Dieb in dem er die falsche Anschuldigung, ein Dieb zu sein, verarbeitet, deren Opfer er im Alter von 8 Jahren wurde.[10]
- Wolfgang (* 1940), Orientalist

Die Familie hielt sich ab 1943 einige Jahre zusammen mit der Familie von Ernst Rudolf Huber, der ebenfalls 5 Kinder hatte, in der Nähe von Falkau im Schwarzwald auf.
Dort hatte Elisabeth Heimpel ein größeres Haus geerbt.
Die 10 Kinder erhielten während dieser Zeit Unterricht von den Eltern, wobei Elisabeth Heimpel den Naturkundeunterricht erteilte.
Hermann Heimpel war verheiratet und hatte 4 Kinder.

## Forschungsgebiete
Heimpel forschte auf dem Gebiet der Bluterkrankungen wie Leukämien und seltenen angeborenen Formen der Blutarmut, besonders der Aplastischen Anämie.
Er beschäftigte sich mit der Diagnostik und Therapie der Agranulozytose und der Leukämie.
Zusammen mit Klaus Schwarz entdeckte er das Gen, das bei der Kongenitalen Dyserythropoetischen Anämie (CDA) verändert ist.
Er klassifizierte die dyserythropoetischen Anämien und gründete ein Register zu ihrer weiteren Erforschung.
Heimpel gehörte zu den Wegbereitern der erfolgreichen Knochenmarktransplantation.
Durch seine Aktivitäten wurde die DFG-Forschergruppe experimentelle und klinische Leukämieforschung ins Leben gerufen.
Außerdem entstanden so die Sonderforschungsbereiche „Zellsystemphysiologie“ und „Lympho-Hämopoese“.

## Mitgliedschaften und gesellschaftliches Engagement
Heimpel war von 1990 bis 1996 Vorsitzender der Deutschen Gesellschaft für Hämatologie und Medizinische Onkologie (DGHO) und Herausgeber der Fachzeitschrift „Blut“.
Als ihr Vorsitzender förderte er die Schaffung medizinischer Leitlinien zur besseren Patientenversorgung.
12 Jahre gehörte Heimpel dem Landesbeirat Onkologie an, den er 1983 mit begründet hatte.
Noch im Alter von über 80 Jahren war er Patienten-Ombudsperson am Universitätsklinikum.
Ein weiteres großes Anliegen Heimpels war die Verbesserung der Ausbildung von Medizinern.
Er vertrat dieses Anliegen als Studiendekan, Dekan, im Präsidium des Fakultätenrates und als Mitglied des Murrhardter Kreises.
Bis an sein Lebensende hielt Heimpel die Vorlesung „Klinik für Vorkliniker“.
Hier ging er auch auf die „sozialen und psychosomatischen Aspekte“ von Kranksein und Krankheit ein.
Seit 2002 ist er Ehrenmitglied der DGHO.

## Auszeichnungen
1997 erhielt Heimpel das Bundesverdienstkreuz.
2010 ehrte die Arbeitsgemeinschaft der Tumorzentren, Onkologischen Schwerpunkte und Onkologischen Arbeitskreise Baden-Württemberg Heimpel für sein Lebenswerk und seine Verdienste in der Krebsheilkunde.
2014 wurde Heimpel der Verdienstorden des Landes Baden-Württemberg für die verbesserte Versorgung von Krebspatienten in Baden-Württemberg, den Aufbau des Ulmer Tumorzentrums und des Landesbeirats Onkologie verliehen.

## Publikationen
- Klinische Hämatologie zusammen mit Reinhard Andreesen, Urban + Fischer, 2009, ISBN 978-3437314988
- Hämatologie in der Praxis  zusammen mit Dieter Hoelzer, Hans-Peter Lohrmann, Elsevier, München, 1996, ISBN 978-3334608159
- Palliative Krebsbehandlung und terminal care: eine Empfehlung für Ärztinnen und Ärzte, Pflegende und psychosoziale Fachkräfte, Stuttgart: Ministerium für Arbeit, Gesundheit und Sozialordnung Baden-Württemberg, 1995, OCLC 75698790
- Metastasen: Pathobiologie-Diagnostik-Therapiemöglichkeiten zusammen mit Christian Herfarth und Wolfgang Schreml, Bern: H. Huber, 1980, ISBN 978-3-456-80875-8
- Aplastic Anemia: Pathophysiology and Approaches to Therapy zusammen mit Edward C. Gordon-Smith, Springer Berlin Heidelberg, 1979, ISBN 978-3540097723
- Physiologie und Pathophysiologie der Erythropoese, München Lehmann, 1969, OCLC 614818198